# Friedrich Bonhoff
Friedrich Bonhoff (* 9. August 1883 in Hildesheim; † 21. Januar 1966 in Hamburg) war ein deutscher Chirurg, Haus- und Familienforscher und Numismatiker.

## Leben
Bonhoff besuchte bis 1902 das Realgymnasium Goslar. Danach studierte er Medizin in Lausanne, Tübingen, München, Kiel, Würzburg und schließlich erneut Tübingen, wo er am 25. Januar 1909 mit einer Dissertation über Kohabitationsverletzungen promoviert wurde. Im gleichen Monat erfolgte seine Approbation. Danach arbeitete er als Assistenzarzt am Krankenhaus in Hamburg-Eppendorf, zunächst 1909/1910 in der pathologischen Anatomie bei Fraenkel und 1910/1911 in der I. chirurgischen Abteilung bei Kümmell.
Bonhoff heiratete am 29. August 1911 Ilse Blumenbach in Hamburg. Im Anschluss an einen kurzen Aufenthalt in Itzehoe ließ er sich endgültig in Hamburg nieder. Ab 1912 war er als Hausarzt am Krankenhaus Bethanien in der Martinistraße tätig. Später wurde er dort Oberarzt und letztlich Chefarzt.
Bonhoff forschte insbesondere über Münzen des Mittelalters sowie Goslarer Familien und deren Wappen. Ab 1920 war er Mitglied der Genealogischen Gesellschaft Hamburg, deren Vorsitz er von 1935 bis 1945 und 1949 bis 1962 innehatte. Er war zudem langjähriger erster, danach stellvertretender Vorsitzender des Vereins der Münzfreunde in Hamburg. Seine bedeutende Mittelalter-Sammlung wurde 1977 und 1978 in 2 Auktionen bei Dr. Busso Peus Nachf. in Frankfurt am Main versteigert. 
Bonhoff sammelte auch Exlibris und andere Kunstwerke. Er wurde mehrfach porträtiert (1922 Radierung Rolf Nesch, 1924 Ölbild Albert Aereboe). Für ihn schuf unter anderem Gustav Adolf Closs ein heraldisches Exlibris.
Friedrich Bonhoff wurde auf dem Friedhof Ohlsdorf beigesetzt.

## Schriften (Auswahl)
- Goslarer Hausinschriften. Tübingen 1908.
- Goslarer Bürgerbuch (1600–1801).
  - Bd. 1 1600–1647. Hamburg 1925, OCLC 60466368.
  - Bd. 2 1648–1699. Hamburg 1933, OCLC 73046516.
  - Bd. 3 1700–1801. Hamburg 1940, OCLC 73046517.
- mit Hans-Günther Griep: Goslarer Wappenrolle. Goslar 1981, OCLC 12082304.